# أوسكار باستور
أوسكار باستور (بالإسبانية: Óscar Pastor)‏ هو عالم حاسوب إسباني، ولد في 3 مارس 1962 في بلنسية في إسبانيا.